# Pinephone

logo PinePhone

PinePhone je smartphone vyráběný společností Pine64 (nebo také Pine Microsystems) sídlící v Hongkongu, jejímž cílem je nabídnout smartphone za rozumnou cenu, snadno opravitelný a garantující relativně vysoké soukromí. Využití operačního systému na Linuxovém základu zajišťuje uživateli plnou kontrolu nad zařízením. 15. října 2021 vyšla prozatím nejnovější verze PinePhone Pro se zatím nejvýkonnějšími specifikacemi.

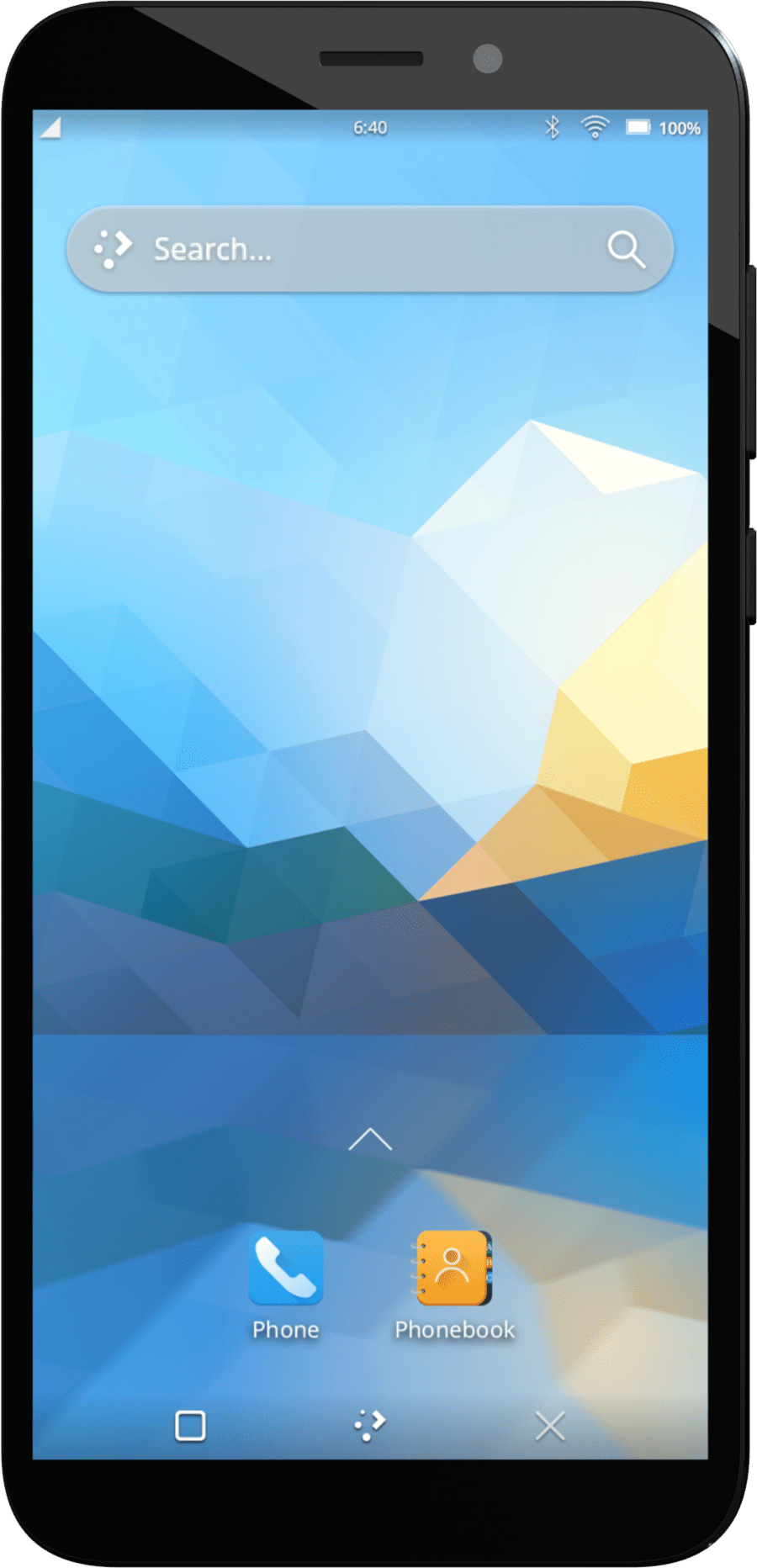
Render PinePhone Beta s Plasma Mobile rozhraním

## Historie
Společnost Pine64 přijala 15. listopadu 2019 objednávky na takzvanou BraveHeart Gamma Edition pro PinePhone, která byla určena pro první uživatele a vývojáře softwaru a poskytovala pouze základní firmware k uživatelskému testování zařízení před instalací systému. V lednu 2020 bylo nakoupeno tisíce zařízení.
V dubnu 2020 vyšla první komunitní edice PinePhonu. V této Edici byl předinstalovaný operační systém Ubuntu Touch. Za každý prodaný kus edice Community Edition byla věnována částka 10 USD na projekt komunitního operačního systému, který si kupující může vybrat.
Další varianta PinePhone s předinstalovaným PostmarketOS byla oznámena v červnu 2020 a je k dispozici jako Community Edition a jako Convergence Edition, která nabízí 3 GB RAM, 32 GB interní flash paměti a USB-C dock.
Poslední vylepšená a zatím nejvýkonnější verze byla oznámena 15. října 2021. Rychlejší PinePhone Pro má 4 GB RAM, 128 GB vnitřní flash paměti a procesor Rockchip RK3399S.
Cena zařízení je 149 USD za originální PinePhone, 199 USD za lepší verzi s větší RAM pamětí a interní flash pamětí. Nejvýkonnější verze PinePhone Pro se prodává za 399 USD.

## Specifikace a Hardware
PinePhone je vybaven čtyřjádrovým procesorem Allwiner o rychlosti 1,2 GHz, pamětí RAM o velikosti 2 GB, grafikou ARM Mali 400 MP2 GPU a úložištěm s kapacitou 16 GB. Napájen je z baterie značky Samsung J7 s kapacitou 3000 mAh.

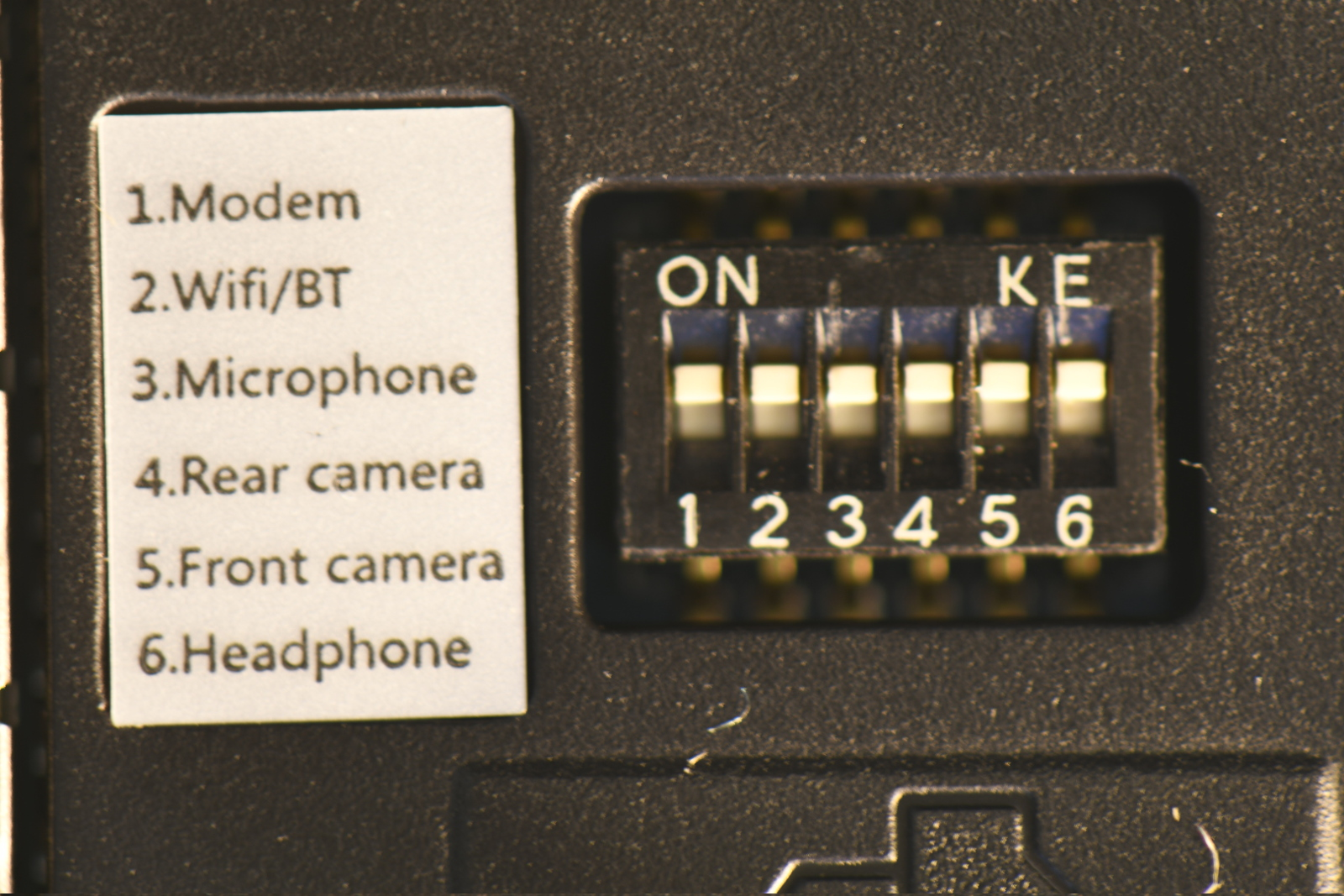
manuální vypínače

Smartphone disponuje přední 2 MP a zadní 5 MP kamerou. K zobrazování slouží 5,95″ IPS LCD displej s rozlišením 1440x720 z tvrzeného skla. Na těle zařízení se nachází manuální vypínače LTE, WiFi, mikrofonu, reproduktorů a kamer. K nabíjení, přenosu dat a výstupu pro video signál slouží USB typu C, na zařízení nechybí headphone jack.
Na těle zařízení se nachází také 6 snímacích kolíčků, díky kterým se dá specifikace PinePhonu rozšířit o NFC, klávesnici, funkci bezdrátového nabíjení, termální kameru nebo rozšíření kapacity baterie.
Parametry smartphonu jsou 160.5 x 76.6 x 9.2 mm.

## Software
Přestože si společnost Pine64 zakládá na tom, aby byl veškerý software otevřený, kvůli možnosti přepisování kódu uživateli, v zařízení PinePhone se nachází softwary proprietární. Uživatel tedy nemá přístup k veškerým kódům a licencím.
Proprietární softwary v PinePhonu jsou firmwary WiFi a Bluetooth, které musí být při iniciaci nahrány do Realtek RTL8723cs. Volitelný firmware na automatické ostření OmniVision OV5640 lze nahrát do zadní kamery, ale v současné době se nepoužívá v žádném OS PinePhonu. OmniVision OV5640 i Quectel EG25-G LTE zajišťující LTE připojení mají vlastní uzavřený operační systém, který není součástí hlavního OS zařízení.
Pro naprostou bezpečnost a zachování koncepce open source zařízení jsou ale všechny tyto moduly připojeny přes SDIO (Secure Digital Input Output), UART (univerzální asynchronní přijímač-vysílač) nebo USB, což jsou přijímače/vysílače, které neposkytují přímý přístup k paměti CPU, a proto nemohou odeslat ani přijmout žádná data z telefonu, pokud si to uživatel nepřeje.
Pokud uživatel nechce používat žádný z uvedených systému, všechny jsou opatřeny manuálními vypínači.
Společnost Pine64 chce zamezit problému s proprietárními softwary pobídnutím vývojářů k vývoji bezdrátové sítě WiFi a Bluetooth s otevřeným kódem, který by mohl být implementován do zařízení společnosti. Soutěž byla zahájena na konci roku 2020 a nese název Nutcracker Challenge.

## Operační systém
Dostupných operačních systémů na zařízení PinePhone je v současné době 22, ale toto číslo nemusí být konečné vzhledem k možnosti neustálého vytváření komunitních OS. Všechny operační systémy jsou open source linuxové distribuce – operační systémy stavěné na linuxovém jádře.
Operační systémy předinstalované v PinePhonu přímo společností Pine64 se měnily s edicemi. Uživatel si může ale operační systém zvolit sám podle potřeb.

### Seznam dostupných operačních systémů:[11]
- Arch Linux ARM
- ExipidusOS
- Fedora
- Gentoo
- GloDroid
- Kali Linux
- Lune OS
- Maemo Leste
- Manjaro ARM
- Mobian
- Multi-distro demo image
- Nemo mobile
- NixOS
- OpenMandriva Lx
- openSUSE
- postmarketOS
- PureOS
- Sailfish OS
- SkiffOS
- Slackware
- Swmo
- Ubuntu Touch